# Cidade-Quartel Fronteiriça de Elvas e as suas Fortificações
Designa-se por Cidade-Quartel Fronteiriça de Elvas e as suas Fortificações o conjunto histórico-cultural classificado como Património Mundial da UNESCO em 2012, localizado na cidade de Elvas, em Portugal. O sítio classificado foi fortificado de forma extensiva entre os séculos XVII e XIX, e representa o maior sistema de fortificações abaluartadas do mundo. No interior das muralhas, a cidade inclui grandes casernas e outras construções militares bem como igrejas e mosteiros. Enquanto Elvas conserva vestígios que remontam ao século X, as suas fortificações datam da época da restauração da independência de Portugal em 1640. Várias das fortificações, desenhadas pelo padre jesuíta neerlandês João Piscásio, representam o mais bem conservado exemplo de fortificações do mundo com origem na escola militar holandesa.
O sítio classificado compreende:
- O Centro histórico
- O Aqueduto da Amoreira, construído para permitir resistir a longos cercos.[7]
- O Forte de Nossa Senhora da Graça
- O Forte de Santa Luzia
- O Fortim de São Mamede
- O Fortim de São Pedro
- O Fortim de São Domingos